# Albertirsa
Albertirsa – miasto na Węgrzech, w komitacie Pest, w powiecie Cegléd. 
Miejscowość powstała z połączenia 2 wsi: Alberti i Irsa, które nastąpiło 6 września 1950. Albertisa otrzymała prawa miejskie 1 lipca 2003.
W mieście jest stacja kolejowa Albertirsa.

## Miasta partnerskie
- Bourg-Saint-Andéol
- Gaggiano
- Malacky
- Șimleu Silvaniei
- Żnin